# Rémi Soulié
Pour les articles homonymes, voir Soulié.
Rémi Soulié, né le 2 septembre 1968 à Decazeville (dans le Rouergue), est un philosophe, critique littéraire, essayiste français et animateur de radio.

## Biographie
Né en 1968 à Decazeville, Rémi Soulié est docteur ès lettres (1996). Il enseigne à l'université de Toulouse jusqu'en 2001, date à laquelle il rejoint Paris, où il travaille comme secrétaire des débats à l'Assemblée nationale.
Il collabore à de multiples médias, dont Famille chrétienne, Le Figaro Magazine et Éléments.[réf. nécessaire]
Mainteneur du Félibrige et membre de la Société des félibres de Paris, il reçoit la médaille de bronze de Florian en 2011. Il est aussi membre de l'Académie de Languedoc depuis 2012.

### Médias
En décembre 2017, il succède à Philippe Nemo à la tête de l'émission Le Monde de la philosophie sur Radio Courtoisie. En mai 2021, il succède en outre à Alain de Benoist comme animateur de l'émission Les Idées à l'Endroit, sur TV Libertés.

### Engagements
En 2012, il fait partie des parrains du projet Notre antenne, qui donne naissance en 2014 à TV Libertés.
En 2017, il rejoint le Conseil national de la résistance européenne, créé par Renaud Camus et Karim Ouchikh.

## Ouvrages
- Les Châteaux de glace de Dominique de Roux. Essai, Saint-Victor-de-Morestel, Les Provinciales, 1999 (BNF 37050709).
- Les Chimères de Jean Boudou. Écriture de la perversion, Rodez, Fil d'Ariane, 2001 (BNF 37631903).
- Le Vrai-Mentir d'Aragon. Aragon et la France, Nasbinals, Le Bon Albert, 2001 (BNF 37632839).
- Le Curé d'Ars, Paris, Pygmalion, 2003 (BNF 39034973).
- Le Vieux Rouergue. Terre d'Aveyron, Paris, Paris, 2005 (BNF 39991568).
- Péguy de combat (préf. Michaël Bar Zvi), Paris, Le Cerf, 2007 (BNF 42156644). Réédition Les Provinciales.
- Avec Benny Lévy, Paris, Le Cerf, 2009 (BNF 42085449).
- (oc) Dos estudis sus Joan Bodon, Société des Félibres de Paris, 2011.
- Dir., Balade sur les pas des écrivains en Midi-Pyrénées, Éditions Alexandrines, 2011.
- Joseph d’Arbaud et le crépuscule des dieux suivi de Note sur La Mort de Pan de Paul Arène, Société des Félibres de Paris, 2014.
- Nietzsche ou La Sagesse dionysiaque, Paris, Points, 2014 (BNF 43760532).
- Pour saluer Pierre Boutang, Paris, Pierre-Guillaume de Roux, 144 p., 2016  (ISBN 978-2363711694).
- Racination, Paris, Pierre-Guillaume de Roux, 2018  (ISBN 978-2-3637-1266-0) ; rééd. Paris, La Nouvelle Librairie, coll. « Éternel retour », 216 p., 2022  (ISBN 978-2-491446-55-0)
- Sous la dir. de Pierre-Yves Rougeyron, Pourquoi combattre ?, Paris, Éditions Perspectives libres, Janvier 2019  (ISBN 979-10-90742-482).
- Anthologie Friedrich Nietzsche : L'Avenir des Européens (présentation), avec Paul-Marie Durand, Paris, La Nouvelle Librairie, coll. « Un Réveil Européen de l'Institut Illiade », 2020  (ISBN 978-2-4914-4630-7).
- Les Métamorphoses d'Hermès : Hermétisme et herméneutique, Paris, La Nouvelle Librairie, coll. « Longue mémoire de l'Institut Illiade », 80 p., 2021  (ISBN 978-2-4914-4634-5).
- Chroniques du Bien Commun, préf. Axel Tisserand, Paris, Éditions de Flore, 171 p., 2022.
- Les âges d’Orphée: La Lyre et la Voix, Paris, La Nouvelle Librairie, coll. « Longue mémoire de l'Institut Illiade », 80 p., 2022  (ISBN 978-2493898036).
- L'Éther, Paris, La Nouvelle Librairie, coll. « Éternel Retour », 284 p., 2022  (ISBN 978-2491446925).
- Frédéric Mistral : Patrie charnelle et Provence absolue, Paris, La Nouvelle Librairie, coll. « Longue mémoire de l'Institut Illiade », 74 p., 2023  (ISBN 978-2493898845).
- L'Enthousiasme, Paris, La Nouvelle Librairie, coll. « Éternel Retour », 174 p., 2024  (ISBN 978-2386080340).

## Prix
- Prix du livre incorrect 2019, pour Racination[8].